# ستيفن هانت
ستيفن هانت (بالإنجليزية: Stephen Hunt)‏ (11 نوفمبر 1984 بساوثهامبتون في المملكة المتحدة - ) هو لاعب كرة قدم بريطاني في مركز الدفاع. لعب مع كولتشستر يونايتد ونادي ساوثهامبتون ونوتس كاونتي ولينكولن سيتي أف سي.

## وصلات خارجية
- ستيفن هانت على موقع قاعدة بيانات كرة القدم.إي يو (الإنجليزية)
- ستيفن هانت على موقع Soccerbase.com (لاعب) (الإنجليزية)